# Eric Smith (Diplomat)
Eric Norman Smith CMG (* 28. Januar 1922; † 29. Juli 2011) war ein britischer Diplomat.

## Leben
Eric Smith war ab 1979 von der Regierung Thatcher als britischer Hochkommissar in das westafrikanische Gambia, als Nachfolger von Martin H. G. Rogers entsandt worden. Dort reichte seine Amtszeit bis 1981, er wurde von David F. B. Le Breton abgelöst.

## Familie
Eric Smith war der Sohn von Arthur Sidney David Smith. Er heiratete 1955 Mary Gillian Horrocks.

## Auszeichnungen und Ehrungen
- 1976: Companion des Order of St Michael and St George (CMG)[1]